# Арка (митологија)
Арка је у грчкој митологији била титанка.

## Митологија
Била је кћерка Тауманта и Океаниде Електре, сестра близнакиња богиње Ириде. С обзиром на то да је Ирида била персонификација дуге, могуће је да је она персонификовала бледу другу дугу, која се понекад може видети иза прве. У току титаномахије, док је Ирида била гласник богова, Арка је била гласник титана. (Према Хесихију, гласник титана је био Итакс (Итак или Итаг).) Како су у тој борби победили богови, Зевс ју је казнио као и друге титане; бацио ју је у Тартар, али јој је претходно одузео крила. Њих је добила Тетида као свадбени поклон, али их је касније дала свом сину Ахилу који је због тога добио надимак Подарк („који има Аркина крила“).